# Simon Fraser (13e lord Lovat)
Pour les articles homonymes, voir Simon Fraser.
Simon Fraser (21 décembre 1828 - 6 septembre 1887), est un pair écossais. Bien que légalement le 13e Lord, il est appelé 15e Lord Lovat.

## Jeunesse
Il est l'aîné de quatre fils et trois filles nés de Thomas Fraser (12e Lord Lovat) et Charlotte Georgina Stafford-Jerningham. Il est le frère d'Amelia Charlotte Fraser (épouse de Charles Scott-Murray de Danesfield), Frances Giorgiana Fraser (épouse de Pyers Mostyn, 8e baronnet) Charlotte Henrietta Fraser (épouse de Matthew Sausse, juge en chef de Bombay) Alexander Edward Fraser (un lieutenant-colonel des Scots Guards qui combat pendant la guerre de Crimée et épouse Georgiana Mary Heneage, fille unique de George Fieschi Heneage de Hainton Hall) George Edward Stafford Fraser (décédé célibataire) et Henry Thomas Fraser (un colonel du 1er Bataillon Scots Guards qui est également décédé célibataire) .
Ses grands-parents paternels sont Amelia (née Leslie) Fraser et Alexander Fraser, 9e de Strichen, un capitaine du 1er Dragoon Guards décédé peu après la naissance de son père. Son grand-père maternel est George Stafford-Jerningham (8e baron Stafford).

## Carrière
Il succède à son père en 1875. Lord Lovat réside au château de Beaufort et est le 22e chef du clan Fraser, ou MacShimidh.
Il sert comme lieutenant-colonel du 2e bataillon Queen's Own Cameron Highlanders Militia et Lord-lieutenant d'Inverness entre 1873 et 1887. De 1883 à 1887, il sert comme aide de camp de la reine Victoria.

## Vie privée

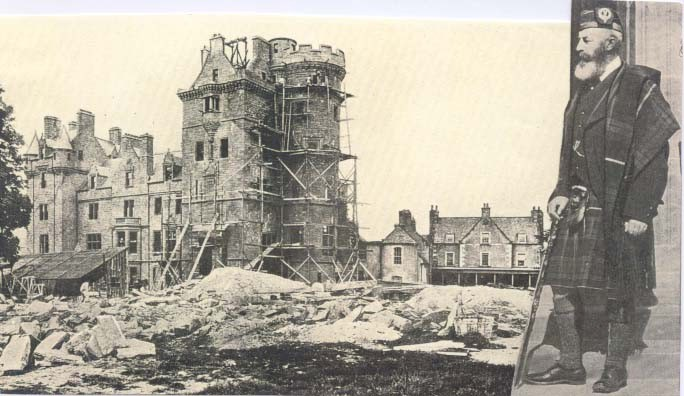
Château de Beaufort en construction à la fin des années 1870 - le 13e Lord Lovat est illustré à droite.

En 1866, Lord Lovat épouse Alice Mary Weld-Blundell, la cinquième fille de Thomas Weld-Blundell d'Ince Blundell Hall et de Teresa Mary Eleanora Vaughan (une fille de William Michael Thomas John Vaughan de Courtfield),. Ils ont neuf enfants, dont :
- Simon Thomas Joseph Fraser (1867-1868), décédé jeune[6]
- Mary Laura Fraser (1869-1946), qui épouse John Scott, vicomte Encombe (1870-1900), fils aîné et héritier présomptif de John Scott (3e comte d'Eldon)[6]
- Alice Mary Charlotte Fraser (1870-1958), qui épouse Bernard Constable-Maxwell, fils de William Constable-Maxwell, 10e Lord Herries de Terregles[6]
- Simon Fraser (14e Lord Lovat) (1871-1933), qui épouse Laura Lister, la deuxième fille de Thomas Lister, 4e baron Ribblesdale et, sa première épouse, Charlotte Monkton Tennant (une fille de Charles Tennant, 1er baronnet, député de Peebles et Selkirk)[6]
- Etheldreada Mary Fraser (1872-1949), qui épouse le diplomate Francis Oswald Lindley, fils du juge Lord Lindley.
- Hugh Joseph Fraser (1874-1914), qui sert dans les Scots Guards et est tué lors de la première bataille d'Ypres pendant la Première Guerre mondiale[11]
- Alastair Thomas Joseph Fraser (1877-1949), qui épouse Sybil Grimston, fille de James Grimston (3e comte de Verulam)[6]
- Margaret Mary Fraser (1881-1972), qui épouse le brigadier-général Archibald Stirling, fils de William Stirling-Maxwell, 9e baronnet[6]
- Muriel Mary Rose Fraser (1884-1989), devenue religieuse catholique[6]

Lord Lovat est mort en septembre 1887, à l'âge de 58 ans, alors qu'il tirait dans les landes d'Inverness. Il est remplacé par son fils Simon. Lady Blundell survit à son mari pendant plus de cinquante ans et est décédée en 1938, à l'âge de 92 ans.